# 피처 크리프
피처 크리프(feature creep, creeping featurism, featuritis)는 제품 내 새로운 소프트웨어 기능의 과도한 확장 및 추가를 의미하며, 특히 컴퓨터 소프트웨어 및 전자제품 분야에서 그러하다. 이 추가 기능들은 제품의 기본 기능을 넘어서며 단순한 디자인이 아닌, 소프트웨어 블롯 및 과도한 복잡함을 낳는다.

## 원인
피처 크리프의 가장 일반적인 원인은 판매량과 배급을 증가시키기 위해 소비자에게 더 유용하고 더 바람직안 제품을 제공하려는 바람이다. 그러나 제품이 설계한 바의 모든 지점에 도달하면 제조업자는 효율 비용 면에서 불필요한 기능을 추가하거나 개선 부재의 비용 면에서 구 버전을 고집하는 선택지를 받게 된다.
피처 크리프의 다른 주된 원인은 동일한 제품에 여러 개의 각기 다른 관점이나 용례의 구현을 결정한 위원회의 절충일 수 있다. 이때 동일한 접근을 지원하기 위해 더 많은 기능이 추가될수록 여러 패러다임 간에 교차 변환 기능이 필요해지게 되면서 전반적인 기능이 더 복잡해질 수 있다.

## 특징
피처 크리프는 비용과 스케줄 초과의 가장 일반적인 근원 가운데 하나이다. 그러므로 제품과 프로젝트를 위험에 빠트리며, 심지어는 죽일 수도 있다.

## 같이 보기
- 그린스펀의 열번째 법칙
- KISS 원칙
- 소프트웨어 블롯
- 플러그인
- 유닉스 철학